# Млекарство
Млекарство је пословна делатност успостављена ради производње или прераду (или обоје) животињског млека – углавном крављег или бивољег, али и од коза, оваца, коња или камила – за људску исхрану. Млекаре се обично налазе на наменској млечној фарми или у делу вишенаменске фарме (мешовите фарме) која се бави прикупљањем млека.
Као атрибут, реч млечни се односи на производе на бази млека, деривате и процесе, као и на животиње и раднике укључене у њихову производњу: на пример млечна говеда, млечне козе. Фарма млека производи млеко, а фабрика млека га прерађује у разне млечне производе. Ови објекти чине глобалну млечну индустрију, део прехрамбене индустрије.

## Структура индустрије
Док већина земаља производи сопствене млечне производе, структура млечне индустрије варира у различитим деловима света. У великим земљама које производе млеко, већина млека се дистрибуира преко велепродајних тржишта. У Ирској и Аустралији, на пример, задруге фармера поседују многе велике прерађиваче, док у Сједињеним Државама многи фармери и прерађивачи послују путем индивидуалних уговора. У Сједињеним Државама, 196 пољопривредних задруга у земљи продало је 86% млека у САД 2002. године, при чему је пет задруга чинило половину тога. Ово је мање у односу на 2.300 задруга из 1940-их.. У земљама у развоју, досадашња пракса фармера да продају млеко у својим суседствима брзо се мења. Значајни развоји укључују значајна страна улагања у млекарску индустрију и растућу улогу млекарских задруга. Производња млека у таквим земљама брзо расте и представља главни извор раста прихода за многе фармере.
Као и у многим другим гранама прехрамбене индустрије, прерада млека у главним земљама произвођачима млека постаје све више концентрисана, са мањим бројем, али већим и ефикаснијим погонима којима управља мање радника. Ово је нарочито случај у Сједињеним Државама, Европи, Аустралији и Новом Зеланду. Године 2009. подигнуте су оптужбе за кршење антимонополских прописа против великих играча у млечној индустрији у Сједињеним Државама, које критичари називају Биг Милк. Још један круг накнада за фиксирање цена је измирен 2016. године.
Државна интервенција на тржиштима млека била је уобичајена у 20. веку. Ограничено антимонополско изузеће је створено за америчке млечне задруге Капер-Волстеадовим законом из 1922. Током 1930-их, неке америчке државе су усвојиле контролу цена, а Федерални налози о маркетингу млека почели су према Закону о пољопривредном маркетингу из 1937. и настављају се током 2000-их година. Савезни програм подршке ценама млека почео је 1949. године. Североисточни млекарски споразум је регулисао велепродајне цене млека у Новој Енглеској од 1997. до 2001. године.
Постројења за производњу течног млека и производа са кратким роком трајања, као што су јогурти, кремови и меки сиреви, обично се налазе на периферији урбаних центара у близини потрошачких тржишта. Постројења за производњу производа са дужим роком трајања, као што су путер, млеко у праху, сир и сурутка у праху, обично се налазе у руралним подручјима ближе изворима снабдевања млеком. Већина великих фабрика за прераду има тенденцију да се специјализује за ограничен спектар производа. Међутим, велике фабрике које производе широк спектар производа још увек су уобичајене у источној Европи, што је наслеђе некадашњег централизованог концепта тржишта који је вођен снабдевањем под комунистичким владама.
Како прерађивачке фабрике постају све ређе и веће, оне теже да набављају већу, аутоматизованију и ефикаснију опрему. Док ова технолошка тенденција одржава трошкове производње нижима, потреба за транспортом на велике удаљености често повећава утицај на животну средину.
Производња млека је нередовна, зависно од биологије крава. Произвођачи се морају прилагодити мешавину млека које се продаје у течном облику у односу на прерађену храну (као што су путер и сир) у зависности од промене понуде и потражње.

## Одлагање отпада
У земљама у којима краве пасу напољу током целе године, постоји мало одлагања отпада. Најконцентрисанији отпад је у штали за мужу, где се животињски отпад може претворити у течност (током процеса прања водом) или оставити у чврстијем облику, или се може вратити да би се користио на фарми као органско ђубриво.
У повезаним факторима прераде млека, већина отпада је вода за прање, која се обично третира компостирањем, и се распростире на пољима фарме у течном или чврстом облику. Ово је знатно другачије него пре пола века, када су главни производи били путер, сир и казеин, а остатак млека је морао да се одлаже као отпад (понекад као сточна храна).
У млечно интензивним подручјима предложене су различите методе за одлагање великих количина млека. Одлагања велике количине млека на земљу, или одлагање у рупу, су проблематични јер ће остатак млека који се распада блокирати поре у земљишту и на тај начин смањити стопу инфилтрације воде кроз профил земљишта. Пошто опоравак овог ефекта може потрајати, било којом применом на земљишту треба добро управљати и размотрити је. Друге методе одлагања отпадног млека које се обично користе укључују очвршћавање и одлагање на депонију чврстог отпада, одлагање у постројењу за пречишћавање отпадних вода или испуштање у санитарну канализацију.

## Придружене болести
Млечни производи произведени у нехигијенским или неодговарајућим условима имају повећане шансе да садрже бактерије. Одговарајуће санитарне праксе помажу да се смањи стопа бактеријске контаминације, а пастеризација у великој мери смањује количину контаминираног млека које стиже до потрошача. Многе земље захтевају државни надзор и прописе у вези са производњом млека, укључујући захтеве за пастеризацију.
- Лептоспироза је инфекција која се може пренети на људе који раде у производњи млека кроз излагање урину или контаминираној води или земљишту.[12][13]
- Кравље богиње су вирусна инфекција која се данас ретко може наћи код крава или код људи. То је историјски важна болест, јер је довела до прве вакцинације против сада искорењених малих богиња.
- Туберкулоза се може пренети са говеда углавном преко млечних производа који нису пастеризовани. Болест је искорењена из многих земаља тестирањем на болест и уништавањем сумњивих животиња.
- Бруцелоза је бактеријска болест која се преноси на људе млечним производима и директним контактом са животињама. Бруцелоза је искорењена из појединих земаља тестирањем на болест и уништавањем сумњивих животиња.
- Листерија је бактеријска болест повезана са непастеризованим млеком и може утицати на неке сиреве направљене на традиционалан начин. Пажљивим поштовањем традиционалних метода производње сира постиже се разумна заштита потрошача.
- Кронова болест је повезана са инфекцијом бактеријом M. paratuberculosis,[14][15][16][17][18] која је пронађена у пастеризованом млеку у малопродаји у Великој Британији и САД.[19] M. paratuberculosis изазива сличан поремећај, Џонову болест, код стоке.